# Méthylphosphonate de diméthyle
Le méthylphosphonate de diméthyle ou diméthylméthylphosphonate (DMMP) de l'anglais « dimethyl methylphosphonate », est l'ester diméthylique de l'acide méthylphosphonique (CH3PO(OH)2). C'est un liquide incolore combustible à l'odeur caractéristique qui s'hydrolyse lentement en présence d'eau avec libération de composés nocifs tels que la phosphine PH3 ainsi que des oxydes de phosphore.
Il est utilisé en premier lieu comme retardateur de flamme, mais également comme additif dans l'essence, tensioactif, plastifiant, stabilisant, adoucissant, agent antistatique, et comme additif pour les solvants et les fluides hydrauliques. Il peut être utilisé comme catalyseur et comme réactif en synthèse organique dans la mesure où il peut produire un ylure très réactif.
Le DMMP n'est pas classé comme toxique mais est nocif si inhalé, avalé ou absorbé à travers la peau. C'est un composé inscrit au deuxième tableau de la convention sur l'interdiction des armes chimiques en tant qu'intermédiaire à la synthèse du gaz sarin. Il est également potentiellement mutagène et carcinogène.

## Production et synthèse
Il se forme par isomérisation du triméthylphosphite sous l'action de la chaleur.